# Sinsum/Burhave
Sinsum/Burhave ist der Name eines Naturschutzgebietes bei Sinsum in der niedersächsischen Gemeinde Butjadingen im Landkreis Wesermarsch.
Das Naturschutzgebiet mit dem Kennzeichen NSG WE 096 ist 3,1 Hektar groß. Es steht seit dem 12. April 1980 unter Naturschutz. Zuständige untere Naturschutzbehörde ist der Landkreis Wesermarsch.

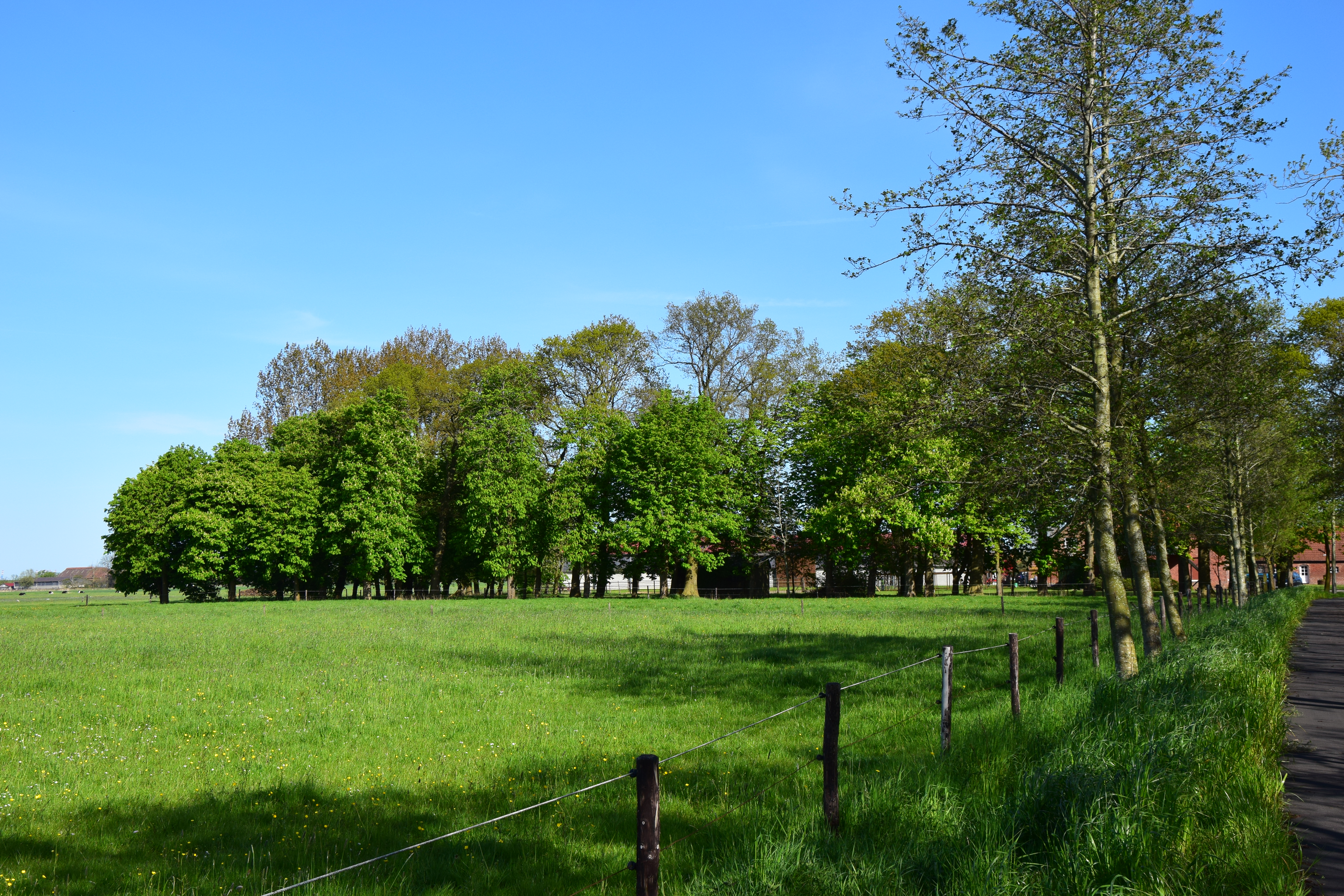
NSG Sinsum/Burhave von der L860

Das Naturschutzgebiet befindet sich nordwestlich von Burhave an der Landesstraße 860. Es dient dem Schutz einer Graureiherkolonie, die sich in den Kronen alter Bäume auf dem Gelände eines Bauernhofes befindet. Das Naturschutzgebiet grenzt direkt an die Landesstraße und ist ansonsten von landwirtschaftlichen Nutzflächen umgeben.